# Вифанийский ашрам
Конгрегация подражания Христу, также Вифанийский ашрам (лат. Congregatio de Imitatione Christi OIC, малаял. ബഥനി ആശ്രമം) — первый монашеский орден Сиро-маланкарской католической церкви, основанный архиепископом Гивергисом Мар Иваниосом. Название ордена взято из произведения Фомы Кемпийского «О подражании Христу».
Женской ветвью конгрегации являются «Сёстры подражания Христу».

## История

### Основатель
Гивергис Мар Иваниос родился 21 сентября 1882 года в Мавеликаре, штат Керала. 20 апреля 1898 он поступил в Мадрасский христианский колледж, где получил степень магистра. 15 сентября 1908 года он был рукоположен в священника, после чего был назначен директором семинарии с Коттаяме. В 1913 году он переехал в Калькутту, где стал преподавать в местном колледже. Он воспользовался этой должностью для того, чтобы обучить молодых людей маланкара. Около 20 человек из Керала приехали слушать его лекции в Калькутту.

### Основание ашрама
В Калькутте Гивергис отводил много времени для молитв, размышлений и созерцания. В своих поисках он наткнулся на труды Василия Великого, чьё видение монашеской жизни оказало большое влияние на Гивергиса Мар Иваниоса. Он также посвятил Сабармати Ашрам Махатмы Ганди и Сантиникетан Рабиндраната Тагора, что дало ему новое видение саньясы. Всё это заставило его задуматься о создании ордена миссионеров, которые продолжали бы христианизацию Индии. Со временем дом, где проживал Мар Иваниос со своими учениками, стал ашрамом, где они начали вести монашескую жизнь в соответствии с правилами Василия Великого, адаптируя их к реалиям и культуре Индии. После принятия новой жизни Гивергис Мар Иваниос покинул колледж.
После возвращения из Калькутты Мар Иваниос стал искать место для основания ашрама. Один из его друзей пожертвовал ему 100 акров земли в Мунданмале, округ Патанамтитта. Ещё 300 акров земли, окружавших подаренную землю, были выкуплены у правительства по цене 5 рупий за акр. Деньги на покупку выделила Маланкарская церковь. Земля была поросшей кустарниками и колючками. Гивергис и его сподвижники построили небольшую хижину из соломы и бамбука, которая стала первым монастырем сиро-маланкарской церкви 15 августа 1919 года. Гивергис в поисках названия для ашрама обратился в молитве к Библии, открыв её наугад. Первое слово, которое он увидел, было Вифания. Он медитировал на это слово, после чего пришел к выводу, что данное название лучше всего подходит созерцательному религиозному порядку.
Вскоре ашрам стал местом паломничества. Ашрам также был прибежищем для бедных и бездомных. При ашраме Мар Иваниос открыл приют для сирот. 1 мая 1925 года была основана женская конгрегация Сестёр подражания Христу. В этом ему помогла Эдит Лэнгриддж, основательница Оксфордских сестер богоявления.

### Воссоединение с Римом
20 сентября 1930 года Мар Иваниос совместно с Мар Феофилом, викарным епископом Вифании, и большинством членов обеих конгрегаций вошли в состав Католической церкви, основав тем самым sui iuris Сиро-маланкарскую католическую церковь в Индии. С этого момент движение за воссоединение с Римом, возглавляемое Мар Иваниосом, приобрело новый импульс.
В 1966 году конгрегация получила статус понтификального права. 24 апреля 2000 года в конгрегации появились две провинции: Вифания Навадживан (Bethany Navajeevan) и Вифания Наваджоти (Bethany Navajyothy).
В настоящее время
На 2006 год в мужской ветви конгрегации было 188 членов (из них 106 священников), проживавших в 37 монашеских общинах. Генеральный дом конгрегации находится в городе Коттаям.

## Источник
- Annuario Pontificio, Libreria Editrice Vaticana, Città del Vaticano, 2003, стр. 1354, ISBN 88-209-7422-3
- Annuario pontificio per l’anno 2007, Libreria editrice vaticana, Città del Vaticano 2007, стр. 1493, ISBN 978-88-209-7908-9.
- Guerrino Pelliccia e Giancarlo Rocca (curr.), Dizionario degli istituti di perfezione (10 voll.), Edizioni paoline, Milano 1974—2003.